# Rhayatus pulverulentus
Rhayatus pulverulentus là một loài ruồi trong họ Asilidae. Rhayatus pulverulentus được Engel miêu tả năm 1925.